# Ligamentum parodontale

Ligamentum parodontale (22)

Het ligamentum parodontale of parodontale ligament is het bindweefsel tegen de tanden, de groep vezels die de tanden in hun tandkas houden. De uiteinden dringen als vezels van Sharpey het cement en het kaakbot binnen. Het ligamentum parodontale bevindt zich tussen het kaakbeen en de tand. Alle tanden of kiezen hebben in de gezonde situatie iets speling doordat het ligamentum parodontale iets kan worden ingedrukt. Als een tand of kies direct in het bot is vergroeid, spreekt men van een ankylotisch element. Deze tand of kies heeft dan ook niet de fysiologische mobiliteit oftewel speling van een gezonde tand of kies.